# Arturo Umberto Illia

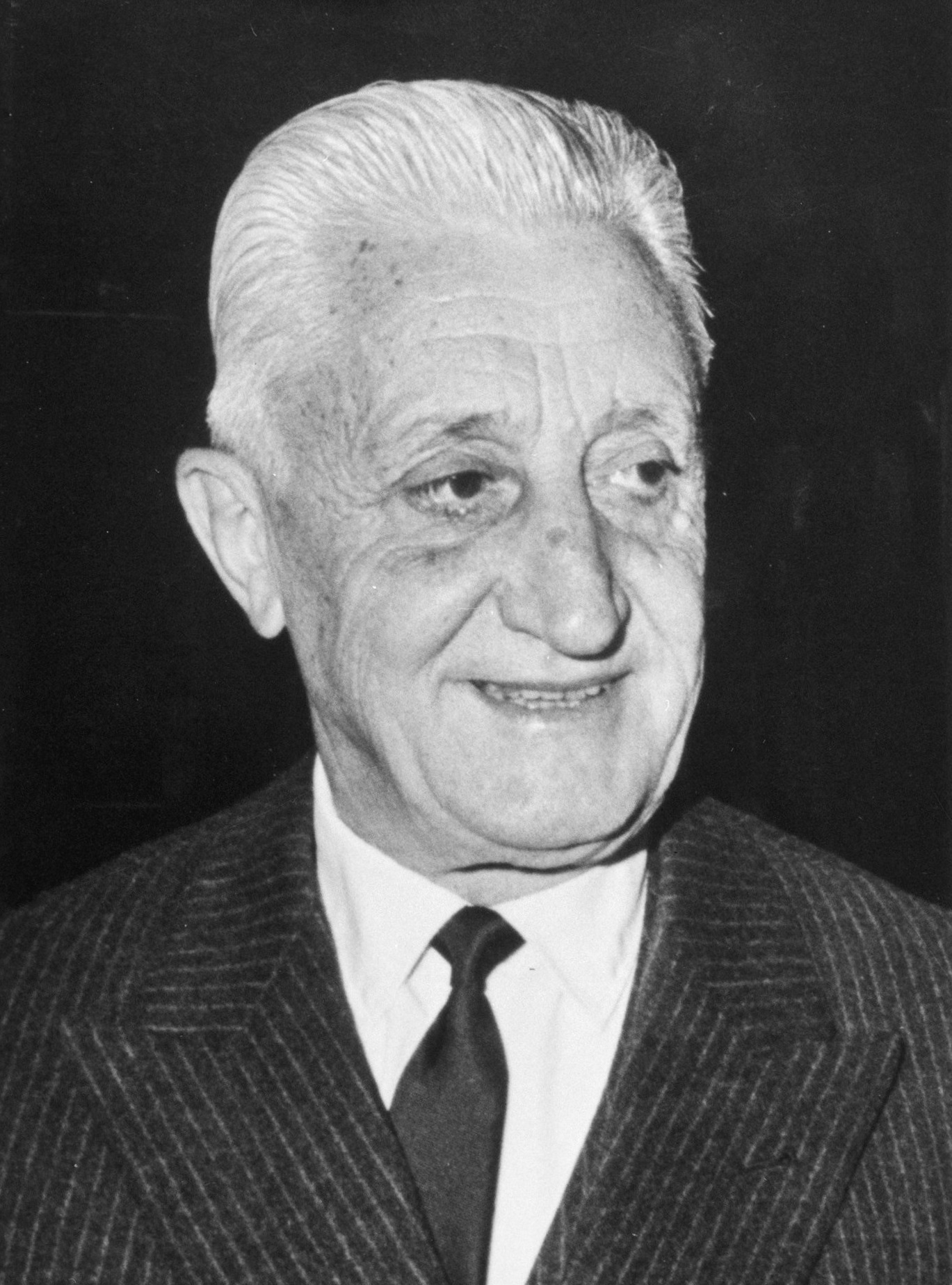
Arturo Umberto Illia, 1965

Arturo Umberto Illia (* 4. August 1900 in Pergamino; † 18. Januar 1983 in Córdoba) war ein argentinischer Mediziner und Politiker (Unión Cívica Radical, UCR). Er wurde im Juli 1963 in einer demokratischen Wahl zum Präsidenten Argentiniens gewählt und folgte am 12. Oktober 1963 auf José María Guido. Am 28. Juni 1966, 15 Monate vor dem Ende seiner vierjährigen Amtsperiode, wurde er durch putschende Militärs abgesetzt.

## Leben

### Herkunft und frühe Laufbahn
Illia verbrachte seine Kindheit in Pergamino, absolvierte die Sekundarstufe (secundaria) jedoch in Buenos Aires. Ab 1918 studierte er in derselben Stadt an der Universidad de Buenos Aires Medizin. Er erlangte den akademischen Grad 1927 und zog 1929 als vom Präsidenten Hipólito Yrigoyen unterstützter Landarzt in die Stadt Cruz del Eje in der Provinz Córdoba um. Dort arbeitete er mit kurzen Unterbrechungen bis zu seiner Präsidentschaft 1963. Seinem Engagement als Arzt in dieser Stadt verdankt er den Beinamen Apostel der Armen, den er von der dortigen Bevölkerung erhielt. 1939 heiratete er Silvia Elena Martorell, mit der er drei Kinder hatte.
Nach seiner Präsidentschaft zog er 1966 in die Stadt Martínez, einem Vorort von Buenos Aires im Partido San Isidro um, wo er bis zu seinem Tod politisch in der UCR aktiv war.

### Politische Karriere
1918 trat Illia in die UCR ein, beeinflusst durch seinen ebenfalls dieser Partei angehörigen Vater und einen Bruder. 1929 zog er nach Cruz del Eje und wurde dort intensiv politisch tätig. 1935 wurde er in den Senat der Provinz Cordóba gewählt. Zwischen 1940 und 1943 bekleidete er das Amt des Vizegouverneurs von Córdoba unter Santiago del Castillo. Unter der Präsidentschaft von Juan Perón war er von 1948 bis 1952 Abgeordneter der UCR im argentinischen Unterhaus.
In der Zeit nach dem Sturz Peróns (September 1955), einer Periode extremer politischer Instabilität mit zahlreichen Regierungswechseln, machte die UCR eine Spaltung durch. Illia trat in den linken Flügel, die Unión Cívica Radical del Pueblo ein und wurde 1963 von dieser Gruppierung zum Präsidentschaftskandidaten gewählt. Er gewann die Wahl vor dem rechten Flügel der UCR (Unión Cívica Radical Intransigente) mit 51,3 % der gültigen Stimmen.

### Maßnahmen und politische Grundlinien seiner Präsidentschaft
Am 12. Oktober 1963 trat Illia das Amt des Präsidenten an. Seine Regierungszeit ist vor allem für seine zahlreichen Versuche bekannt, den seit 1930 mehrfach eingeschränkten Rechtsstaat wiedereinzuführen.
Seine erste Maßnahme war die Aufhebung einiger nach 1955 dekretierten Parteienverbote, von denen vor allem der peronistische Partido Justicialista (PJ), aber auch die Kommunistische Partei betroffen waren. Begleitet wurde dies von einem Verbot der rassistischen Diskriminierung.
Noch 1963 annullierte Illia auch die Verträge zwischen der staatlichen Erdölgesellschaft YPF und privaten Unternehmen, die von seinem letzten demokratisch gewählten Vorgänger Arturo Frondizi mit der Ausbeutung der Vorkommen beauftragt worden waren. Diese Aktivität ging nach seinem Dekret wieder zu YPF über.
Am 15. Juni 1964 führte Illia einen gesetzlichen Mindestlohn ein, das Gesetz ist bis heute gültig. Begleitet wurde es von der Ley de Abastecimiento, einem Gesetz, das die Kontrolle der Preise des Warenkorbs canasta familiar, der in Argentinien die lebensnotwendigen Güter enthält, ermöglicht. Argentinien konnte in seiner Amtszeit einen Anstieg der Reallöhne verzeichnen.
In Bezug auf die Erziehungs- und Bildungspolitik führte Illia 1964 einen Alphabetisierungsplan ein, um die damalige Analphabetenquote von 10 % zu senken. Er erhöhte die staatlichen Ausgaben für Bildung von 12 % (1964) auf 23 %.
Illias damals umstrittenste Maßnahme war das sogenannte Medikamentengesetz (Ley de medicamentos) von 1964. Es unterzog die Pharmaindustrie einer starken staatlichen Kontrolle und hatte vor allem eine Stabilisierung der Preise und eine bessere Kontrolle der Inhaltsstoffe zum Ziel. Eine Studie hatte zuvor ergeben, dass in vielen Fällen die von der Industrie verlangten Preise um 1000 % über den Produktionskosten lagen und die Inhaltsstoffe oft falsch deklariert wurden. Da mit diesem Gesetz die Interessen zahlreicher bedeutender Konzerne tangiert wurden, wird vermutet, dass es stark auf die Bildung einer Front konservativer Gegner Illias Einfluss hatte und letztendlich zu seinem Sturz beitrug.
Bei Illias Amtsantritt war die Wirtschaft Argentiniens in einer Rezession. Die Regierung Illia setzte auf die Stabilisierung des staatlichen Sektors und fuhr einen Sparkurs mit dem Ziel des Rückgangs der Staatsschulden. Die Maßnahmen waren sehr erfolgreich: so betrug das Wachstum des Bruttoinlandsproduktes 1964 10,3 % und 1965 9,1 %, die Auslandsverschuldung ging von 3,4 Milliarden auf 2,6 Milliarden US-Dollar zurück und die Arbeitslosigkeit von 8,8 % (1963) auf 5,2 % (1966).

### Niedergang und Sturz
In den Parlamentswahlen 1965, in der die Hälfte der Sitze des Bundesparlaments erneuert wurden, siegte die peronistische Partei (PJ), die zum ersten Mal seit 1955 an landesweiten Wahlen zugelassen war, mit einem klaren Vorsprung vor Illias UCRP. Dieser Sieg der PJ führte zu erneuten Unruhen im argentinischen Militär und zur Idee eines Staatsstreiches gegen Illia.
Geschwächt wurde die Regierung weiterhin durch zahlreiche regierungsfeindliche Tendenzen in einigen Massenmedien, die von konservativen Gruppen kontrolliert wurden. Als besonders regierungsfeindlich erwies sich Jacobo Timerman. In diesen Medien wurde Illia als langsam und schwach bezeichnet und mit dem Spitznamen tortuga (Schildkröte) bedacht.
Am 28. Juni 1966 zwangen putschende bewaffnete Polizisten Illia zum Rücktritt. Die Bevölkerung nahm die Nachricht indifferent auf, weil die Illia-Regierung unbeliebt war.
General Juan Carlos Onganía, der neue Präsident, leitete einen konservativen Umschwung („Revolución Argentina“) ein.